# Aermacchi M-290
L'Aermacchi M-290 RediGO era un monomotore turboelica da addestramento basico biposto prodotto dall'azienda italiana Aermacchi tra la metà degli anni ottanta e novanta.
Sviluppato dal finlandese Valmet L-70 Vinka con motore a pistoni, deriva direttamente dalla versione turboelica finlandese, denominata L-90 TP Redigo. L'azienda italiana continuò la produzione fino al 1996.

## Utilizzatori
Eritrea
- Eritrean Air Force (8) L-90 in servizio

 Finlandia
- Suomen ilmavoimat (9) L-90 in servizio

 Messico
- Fuerza Aeronaval (7) L-90 in servizio